# Antonio Porquet
Antonio Porquet o Antonio Porquet de San Justo y Pastor Sch. P.  (Purroy, Huesca, 12 de febrero de 1714-Zaragoza, 11 de julio de 1752), fue un filósofo, teólogo, docente y escolapio, conocido como el mejor filósofo escolapio español del siglo xviii.

## Biografía
Nació en la localidad oscense de Purroy, el 12 de febrero de 1714. El 12 de abril de 1735, en Alcañiz, se unió a la Orden Escolapia, aunque antes de esto ya era licenciado en filosofía. Resaltó como profesor de filosofía y teología, su capacidad y bondad le hizo ganarse la amistad de los sabios de Zaragoza. El undécimo conde de Sástago consiguió de los superiores de la Orden, que Porquet, se encargase de la educación de su hijo. Siendo uno de los primeros escolapios aragoneses en dedicarse temporalmente a la educación de los hijos de los nobles.
Publicó en 1744 el primer tomo de su curso de filosofía, en el que se muestra su gran dominio del latín. La obra, que está escrita en cuatro tomos (1744 a 1751), sirvió para enseñar a los juniorados en las Escuelas Pías, y en otros centros de enseñanza religiosa de Aragón y Valencia, además de la misma Universidad de Zaragoza. La obra fue bien recibida y tuvo una segunda edición, en 1758. Empezó a preparar un curso paralelo de teología, pero fue nombrado rector del colegio de Zaragoza, esto le causó un gran disgusto, ya que tuvo que abandonar sus proyectos científicos. Poco después cayó en un profundo estado de depresión, apenas cuatro meses después falleció, el 11 de julio de 1752. Su pérdida fue muy lamentada entre sus hermanos escolapios y catedráticos de la Universidad de Zaragoza, además de nunca poder concluir su curso de teología.

## Obras
- Schola Pia aristotelica-thomistica, seu breuis philosophiae cursus juxta mentem angelici doctoris, ad piarum scholarum usum, concinnatus. 4 vols, Zaragoza.[3]